# جيم كاسيدي (مدرب)
جيمس جوزيف كاسيدي (2 مايو 1878- 3 أبريل 1956) كان مدربًا أستراليًا لكرة القدم قام بتدريب فوتسكراي في دوري كرة القدم الفيكتوري (VFL).